# Типтон, Анали
А́нали Ти́птон (англ. Analeigh Tipton; род. 9 ноября 1988, Миннеаполис, Миннесота, США) — американская актриса, фотомодель, бывшая фигуристка. Известна как финалистка 11 сезона шоу «Топ-модель по-американски», ролью в фильме «Эта дурацкая любовь» и ролью Анны Ли в фильме «Зелёный Шершень». В 2014 году сыграла главную роль в ситкоме ABC «Манхэттенская история любви».

## Биография

### 1988—2007: Ранняя жизнь и фигурное катание
Анали родилась 9 ноября 1988 года в Миннеаполисе, штат Миннесота. Когда Анали исполнилось 8 лет, её семья переехала в Сакраменто, Калифорния, где она позже поступила в среднюю школу Святого Франциска и в Нью-Йоркскую киноакадемию школьной программы в Universal Studios в Лос-Анджелесе. Также она училась в «Marymount College» в Палос-Вердесе, Калифорнии.
Анали начала кататься на коньках с 2,5 лет и в течение карьеры участвовала в четырёх чемпионатах США по синхронному фигурному катанию (на уровнях «новички» и юниоры). Она перестала кататься на коньках в 16 лет, но продолжает кататься в благотворительных ледовых шоу для больных СПИДом.
До участия в шоу «Топ-модель по-американски» Анали позировала для фотографов Шона Файфера и Роберта Дэя, а также являлась моделью для рекламной кампании журнала «Grazia», производства Алехандра Гарибай. Анали также подписывала контракт с «I Model & Talent» в Лос-Анджелесе и принимала участие в Лос-Анджелесе на Недели моды осенней коллекции 2008 года для дизайнера Келли Нишимото.

### 2008—2010: «Топ-модель по-американски» и модельная карьера

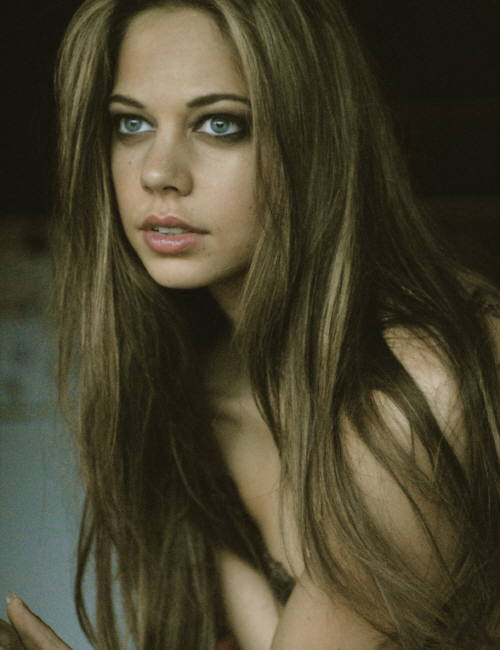
Типтон в 2008 году

В 2008 году об Анали узнали через сайт MySpace, и её попросили пройти прослушивание в Лос-Анджелесе на шоу «Топ-модель по-американски». На кастинге выяснилось, что Анали сталкивалась с секс-торговцами, и её пытались продать принцу из Саудовской Аравии, но, к счастью, Анали вышла из ситуации, и сделка была сорвана.
На шоу её работы 2 раза были лучшими, несмотря на то, что один раз она была под угрозой отчисления. Но в финале Анали не смогла попасть в двойку финалисток и заняла 3 место.
Несмотря на то, что на шоу «Топ-модель по-американски» Анали заняла 3 место, это не помешало ей подписать контракт с Abrams Artists Agency и Ford Models в Лос-Анджелесе. Кроме того, она появилась в испанской версии журнала Marie Claire, на обложке Seventeen и на нескольких разворотах журнала Maxim.

### 2010—наст. время: Актёрская карьера
С 2010 года Анали начала актёрскую карьеру. Она появилась вместе с другой участницей шоу Самантой Поттер в эпизоде телесериала «Теория Большого взрыва».
Дебютный фильм Анали — «Зелёный Шершень», где она сыграла вместе с такими звёздами, как Камерон Диас и Сет Роген. Также она сыграла няню Джессику в фильме «Эта дурацкая любовь» вместе с актёрами Стивом Кареллом, Джулианной Мур и Эммой Стоун. Эта роль вызвала положительные отзывы от некоторых кинокритиков. Помимо этого, Анали являлась главным руководителем фильма «Второе похищение» и появилась в 3 сезоне комедийного сериала «Жеребец», сыграв роль Санди, невесты молодого альфонса.
В 2012 году Типтон снялась в клипе группы Passion Pit на песню «Constant Conversations».
В 2013 году Анали сыграла роль второго плана в зомби-апокалиптическом фильме ужасов «Тепло наших тел» режиссёра Джонатана Ливайна вместе с актёрами Николасом Холтом, Дэйвом Франко, Терезой Палмер и Джоном Малковичем.

## Личная жизнь
Типтон идентифицирует себя как квира и небинарную персону и использует местоимение «они». В октябре 2022 года вышла замуж за Чеза Салембиера.

## Фильмография
| Год       |     | Русское название            | Оригинальное название  | Роль           |
| --------- | --- | --------------------------- | ---------------------- | -------------- |
| 2008      | с   | Теория Большого взрыва      | The Big Bang Theory    | Анали          |
| 2011      | ф   | Зелёный Шершень             | The Green Hornet       | Анна Ли        |
| 2011      | ф   | Эта дурацкая любовь         | Crazy, Stupid, Love    | Джессика Райли |
| 2011      | ф   | Девушки в опасности         | Damsels in Distress    | Лили           |
| 2011      | с   | Жеребец                     | Hung                   | Санди          |
| 2013      | ф   | Тепло наших тел             | Warm Bodies            | Нора           |
| 2013      | кор |                             | Vibe for Women         |                |
| 2013      | с   |                             | The Power Inside       | Эшли           |
| 2014      | ф   | Самаритянин                 | Buttwhistle            | Роуз           |
| 2014      | ф   | Одна квадратная миля        | One Square Mile        | Лиза           |
| 2014      | ф   | Люси                        | Lucy                   | Кэролайн       |
| 2014      | ф   | Секс на две ночи            | Two Night Stand        | Меган          |
| 2014—2015 | с   | Манхэттенская история любви | Manhattan Love Story   | Дана           |
| 2015      | ф   | Прогулка по Миссисипи       | Mississippi Grind      | Ванесса        |
| 2015      | с   | Области тьмы                | Limitless              | Шона           |
| 2015      | с   | Теория Большого взрыва      | The Big Bang Theory    | Ванесса Беннет |
| 2016      | ф   | Вирус                       | Viral                  | Стэйси         |
| 2017      | ф   | Золотые выходы              | Golden Exits           | Джесс          |
| 2018      | ф   | Падшая звезда               | Broken Star            | Марти Марло    |
| 2019      | с   | Почему женщины убивают      | Why Women Kill         | Мэри Власин    |
| 2022      | с   | Друг семьи                  | A Friend of the Family | Гейл Берхтольд |
| 2022      | ф   | Месть                       | Vengeance              | Эбилен Шоу     |
| 2025      | ф   | Любовь — боль               | Love Hurts             | Эшли           |